# Nguyễn Quỳnh Anh (người mẫu)
Nguyễn Quỳnh Anh (sinh ngày 14 tháng 11 năm 1999) là một Á hậu và siêu mẫu người Việt Nam. Cô là Quán quân Supermodel Me - Tôi là Siêu mẫu châu Á 2021. Cô cũng từng đạt giải Á quân The Face Vietnam 2018 và lọt Top 10 Face Of Asia 2019. Tại Miss Universe Vietnam 2024 cô đạt danh hiệu Á hậu 1.

## Sự nghiệp

### The Face (2018)
Quỳnh Anh tham gia The Face Vietnam 2018 với tư cách là thí sinh của đội Võ Hoàng Yến, dừng lại ở ngôi vị Á quân cùng với thí sinh Trâm Anh (đội Minh Hằng), quán quân thuộc về Mạc Trung Kiên (đội Thanh Hằng).
Sau chương trình cô được công chúng chú ý nhiều hơn và được NTK Đỗ Mạnh Cường tin tưởng để khoác lên bộ sưu tập Đông Xuân 2019 và được sải bước trên những sàn diễn lớn nhỏ trong và ngoài nước.

### Face Of Asia (2019)
Quỳnh Anh và hai đại diện còn lại của Việt Nam là Trâm Anh và Tuấn Kiệt có màn giới thiệu ấn tượng tại cuộc thi. Bộ ba thí sinh The Face Vietnam gây chú ý với trang phục áo dài được thiết kế theo phong cách vương giả với các họa tiết được đính kết cầu kỳ. Nếu như Quỳnh Anh, Trâm Anh ghi điểm bởi sự tự tin, thần thái lôi cuốn thì Tuấn Kiệt lại mang đến bất ngờ khi khoác chiếc áo choàng tông màu ánh kim kết hợp cùng giày cao gót khi trình diễn.

### Aquafina Vietnam International Fashion Week(2020)
Năm 2020, cô là một trong bốn giám khảo vòng casting của Vietnam International Fashion Week cùng Hương Ly, Mâu Thủy và Thùy Dương

### The Face Online By Vespa (2021)
Cô xuất hiện với tư cách là huấn luyện viên cùng với cố vấn chuyên môn Cao Ngân.

### Supermodel Me (2021)
Cô là một trong hai thí sinh đại diện cho Việt Nam tham gia cùng với Wiwi Nguyễn.
Ngày 11/10/2021, ngay sau khi phát sóng tập đầu tiên cô đã thể hiện bản thân mình khi là thí sinh có tấm hình đẹp nhất.
Ngày 8/11/2021, cô có sự thăng hạng bất ngờ khi một lần nữa là người có sự thể hiện xuất sắc nhất tuần.
Tại tập 8, Quỳnh Anh bước vào top 3 cuối cùng.
Ngày 13/12/2021, Quỳnh Anh chính thức giành chiến thắng Supermodel Me- Tôi là Siêu mẫu châu Á 2021.

### Miss Universe Việt Nam (2024)
Sau những thành công nhất định ở sự nghiệp người mẫu, Quỳnh Anh có quyết định khá táo bạo khi lần đầu tiên chuyển hướng chinh chiến tại một cuộc thi sắc đẹp. Thời điểm ban đầu, cô không nhận được quá nhiều sự chú ý tại Miss Universe Vietnam do nét đẹp lạ cá tính, không chuẩn gu người Việt. Tuy nhiên, qua mỗi vòng thi, Quỳnh Anh ngày càng ghi điểm trong mắt công chúng vì phong thái trình diễn tự tin, thân hình chuẩn "siêu mẫu" và nụ cười luôn tỏa sáng.
Ngày 15/09/2024 tại đêm chung kết Miss Universe Vietnam Quỳnh Anh đã xuất sắc đạt giải Á hậu 1 của chương trình.

## Thành tích
- Á quân The Face Vietnam 2018
- Top 10 Face of Asia 2019
- Quán quân Supermodelme - Tôi là Siêu mẫu châu Á 2021
- Á hậu 1 Miss Universe Vietnam 2024

| Năm  | Giải thưởng      | Hạng mục                      | Kết quả   |
| ---- | ---------------- | ----------------------------- | --------- |
| 2020 | SR FASHION AWARD | Người mẫu nữ xuất sắc của năm | Đoạt giải |

## Show diễn tiêu biểu
| Năm  | Vị trí  | Bộ sưu tập           | Khuôn khổ                           | Nhà thiết kế/ Brand | Ref   |
| ---- | ------- | -------------------- | ----------------------------------- | ------------------- | ----- |
| 2020 | Vedette | Hàng trống trong tôi | Tuần lễ thời trang quốc tế Việt Nam | Tùng Chinh          | [ 8 ] |

## Tạp chí
Quỳnh Anh đã sở hữu 3/4 các tạp chí lớn nhất Việt Nam.
| Năm  | Tạp chí                                                  | Tháng |        |
| ---- | -------------------------------------------------------- | ----- | ------ |
| 2019 | Đẹp                                                      | 06    | [ 9 ]  |
| 2020 | L'Officiel                                               | 06    | [ 10 ] |
| 2020 | L'Officiel                                               | 08    | [ 11 ] |
| 2021 | ELLE                                                     | 03    | [ 12 ] |
| 2022 | L'Officiel                                               | 09    | [ 13 ] |
| 2022 | Travellive Magazine                                      | 10+11 | [ 14 ] |
| 2024 | Heritage Fashion - Inflight Magazine of Vietnam Airlines | 06    | [ 15 ] |
| 2025 | Vogue Thái Lan                                           | 01    | [ 16 ] |
| 2025 | ELLE                                                     | 01    | [ 17 ] |

## Chương trình
| Năm  | Tên chương trình              | Vai trò         | Trong tập | Phát sóng | Cùng với                     |
| ---- | ----------------------------- | --------------- | --------- | --------- | ---------------------------- |
| 2018 | The Face Vietnam 2018 (Mùa 3) | Thí sinh        | Toàn bộ   | VTV9      |                              |
| 2019 | Face Of Asia                  | Thí sinh        | Toàn bộ   | AXN Asia  | Trâm Anh Tuấn Kiệt           |
| 2020 | The Face Online By Vespa      | Huấn luyện viên | Toàn bộ   | YouTube   | Mạc Trung Kiên Trâm Anh      |
| 2020 | Aquafina Fashion Week         | Huấn luyện viên | Toàn bộ   | YouTube   | Hương Ly Mâu Thủy Thùy Dương |
| 2021 | Supermodel Me (Mùa 6)         | Quán quân       | Toàn bộ   | AXN Asia  | Wiwi                         |